# Tibetodus
Tibetodus es un género extinto de peces óseos prehistóricos que vivió durante la época del Jurásico Superior.